# Nelsonov tjesnac (Južni Shetland)
Nelsonov tjesnac je tjesnac dug 9 km dug i širok  9,8 km između otoka Robert i Nelson u otočju Južni Shetland, Antarktika. 

## Povijest
Tjesnac su istraživali mornari s početka 19. stoljeća, a prvi ga je ucrtao Nathaniel Palmer 1821. godine. Iako je u prošlosti imao niz različitih imena ('Harmonyjev tjesnac', 'Tjesnac kralja Georgea', 'Parryjev tjesnac', Davisov tjesnac', 'Détroit de Clothier' itd.), današnji naziv — vjerojatno preuzet od susjednog Otok Nelson — ustalio se u međunarodnoj upotrebi.

## Vanjske poveznice
- Karta Južnih Šetlanda uključujući otok Coronation, itd. iz istraživanja šalupe Dove 1821. i 1822. godine od strane Georgea Powella, zapovjednika iste. Razmjer ca. 1:200000. London: Laurie, 1822.
- LL Ivanov. Antarktika: Otok Livingston i otoci Greenwich, Robert, Snow i Smith. Topografska karta mjerila 1:120000. Troyan: Zaklada Manfred Wörner, 2010.  (Prvo izdanje 2009.ISBN 978-954-92032-6-4 )